# فيروزكوه (أثرية)

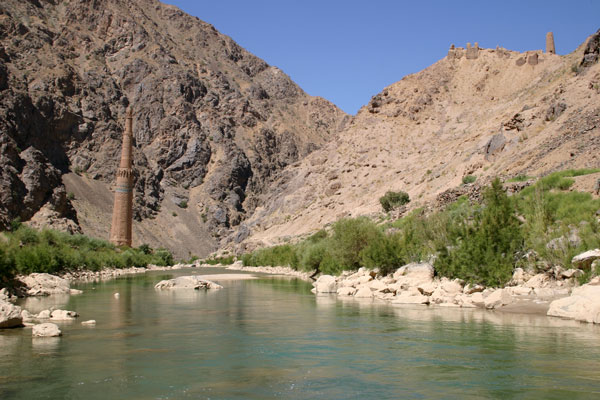
مئذنة جام وقصر ظرفشان على نهر هري

فيروزكوه ( بالفارسية : فیروزکوه)، أو جبل الفيروز، كانت العاصمة الصيفية لسلالة الغوريين، في ولاية غور بوسط أفغانستان. اشتهرت بأنها واحدة من أعظم المدن في عصرها، لكنها دمرت عام 1223 بعد حصار تولوي، ابن جنكيز خان. ضاع موقع المدينة في التاريخ. يقترح أن مئذنة جام، في مقاطعة شهراك بولاية غور، هي البقايا الدائمة الوحيدة في المدينة.

## التاريخ
برزت السلطنة الغورية إلى الصدارة عام 1150 على يد علاء الدين حسين، الذي أطاح بالأسرة الغزنوية السابقة وأحرق عاصمتهم، غزنة، وقتل ما يصل إلى 60 ألف نسمة. كتب مؤرخ السلالة منهاج السراج الجوزجاني أن المواطنين المتبقين في غزنة، المسجونين، استخدموا لنقل مواد البناء إلى فيروزكوه. كما ادعي الجوزجاني أن دماء السجناء امتزجت بالطين لتشكيل مواد بناء إضافية.
كانت المدينة قد تأسست قبل عدة سنوات، في عام 1146، من قبل عضو آخر من الأسرة، شقيق الدين حسين، قطب الدين محمد. طوال فترة حكم السلاطين الغوريين اللاحقين، استمرت فيروزكوه في الازدهار مع توسع السلالة. استخدمت فيروزكوه عاصمة صيفية، حيث كانت قيادة سلطنة الغوريين شبه رحل. تنافست المدينة مع هرات كمركز للفن الغوري والأدب واللاهوت. في عام 1199، أمر السلطان الغوري، غياث الدين، الإمبراطورية بالتخلي عن طائفة الكرامية الإسلامية لصالح المذهب الشافعي. هذا القرار لم يحظ بشعبية بين سكان المدينة وأدى إلى أعمال شغب.
بدأت إمبراطورية الغوريين في الانهيار بعد الوفاة المتتالية لغياث الدين عام 1203 وخليفته معز الدين عام 1206. بقيت فيروزكوه ثريةً لبعض الوقت، لكن جوزجاني كتب أن الخزانة كانت تحتوي على «400 حمل من الإبل من الذهب في 800 صندوق»، على الرغم من أن هذا الادعاء قد يكون غير موثوق به. بحلول عام 1215، هاجم محمد الثاني الخوارزمي فيروزكوه وهزمها. ومع ذلك، تمردت المدينة على حكمه عندما هاجم المغول الإمبراطورية الخوارزمية. ومع ذلك، حاصر المغول المدينة عام 1220 قبل أن يتراجعوا في بداية الشتاء. في عام 1223، عاد المغول وأجبروا حاكم المدينة مالك مبارز الدين على الفرار إلى هرات. بعد ذلك قام المغول بتدمير المدينة، وفقًا لجوزجاني.
يُعتقد أيضًا أن المدينة القديمة كانت موطنًا لمجتمع تجاري يهودي، موثقة بالنقوش على شواهد القبور التي عُثر عليها في الخمسينيات. نشر الباحث والتر فيشل مقالًا يستعرض الاكتشافات ويؤسس روابط مجتمع فيروزكوه مع المجتمعات اليهودية الأخرى في أفغانستان في العصور الوسطى المبكرة.